# Quadro negro

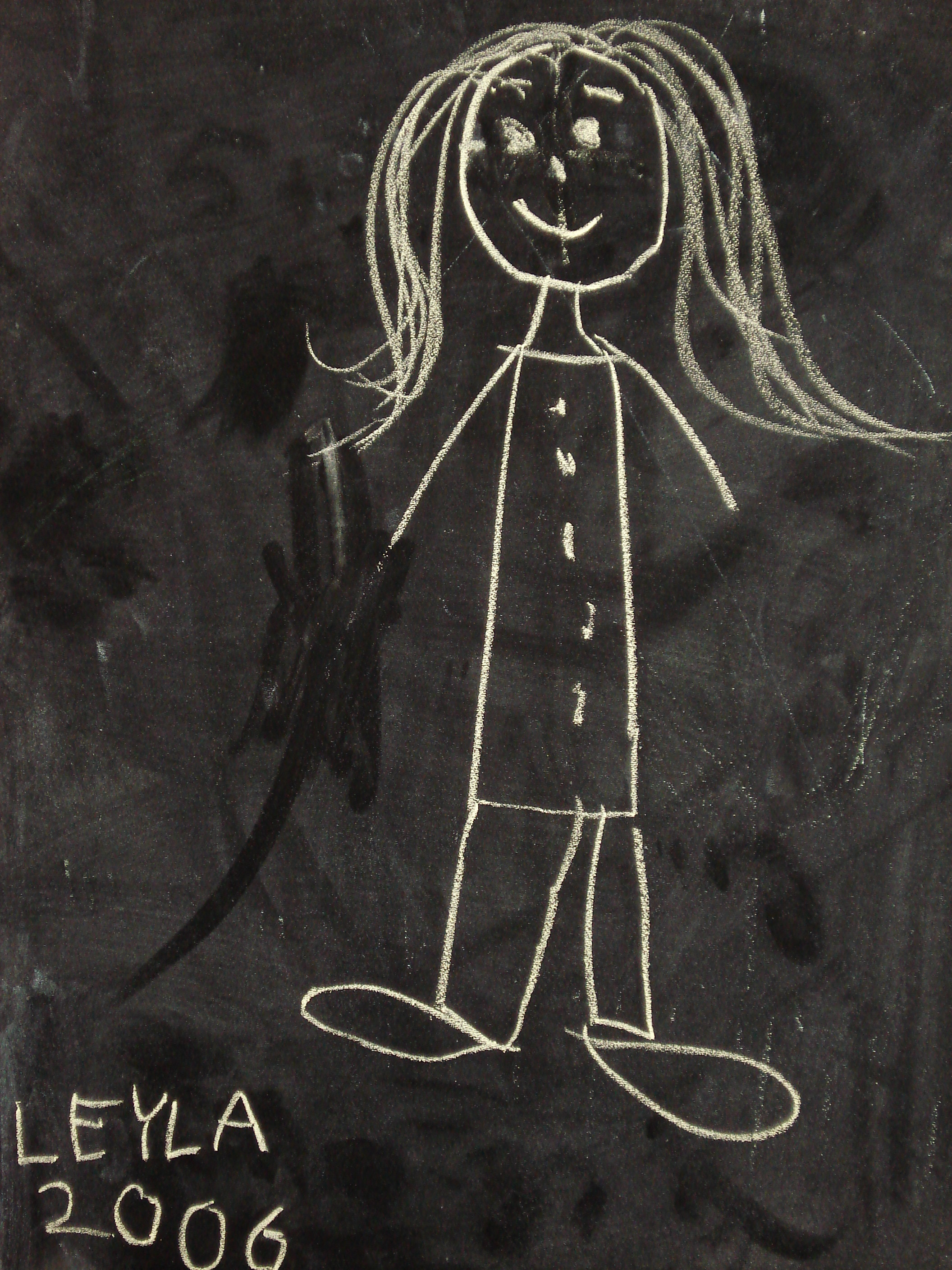
Quadro negro

Professor escrevendo em um quadro negro ao ar livre, Guiné-Bissau, 1974

O quadro negro, quadro ou lousa é uma superfície reusável onde se escreve textos ou desenhos que são feitos com giz ou outros marcadores apagáveis. Eram feitos originalmente lisos, folhas finas de ardósia preta ou cinza escuro.
Um quadro pode ser uma "placa" pintada em cores escuras com lustro (geralmente negro ou verde-escuro).
Os quadros são usados geralmente para ensinar como o uso da escrita, dúvidas, cálculos, atividades e anotações diversas, pertinentes ao assunto estudado momento. As marcas do giz podem ser limpas rapidamente com um pano úmido ou um apagador, para escrever neles é altamente recomendável o uso de giz processado, que é feito de sulfato de cálcio (gesso) e não de rocha de giz.
Como desvantagens, o quadro negro produz uma grande quantidade de poeira, dependendo da qualidade do giz usado. Algumas pessoas sentem incômodo, ou podem ser alérgicas, e houve boatos sobre a poeira do giz estar ligada a problemas respiratórios. Estas desvantagens podem conduzir a uma adaptação do quadro branco, que usa canetas de tinta que não produzem nenhuma poeira.
Ao riscar um quadro com as unhas o som pode ser extremamente irritante.
Outra maneira de se produzir este som é escrevendo com o bastão de giz inteiro, em posição perpendicular ao quadro, mas o giz se parte espontaneamente em alguns instantes (enquanto que as unhas só ficam sujas).

## Grandes dúvidas, quadro negro sendo ele verde
No passado, os quadros negros eram usados apenas em escolas. Este nome deve-se ao serem fabricados a partir de uma pedra preta ou cinza escura, a ardósia. Assim, ficava fácil de escrever e apagar com o giz. Com o tempo, surgiram novos materiais, mais baratos, claros, fáceis de manusear e menos frágeis. Os quadros poderiam ser fabricados de qualquer cor, mas o verde foi uma escolha popular. Além de ser mais confortável para os olhos, destacava melhor as cores dos gizes. Hoje, a palavra quadro negro, apesar de ainda ser utilizada, está sendo substituída por lousa ou apenas quadro.
Como utilizar adequadamente o quadro:
- Limpá-lo totalmente antes de qualquer utilização;
- Começar a escrever na parte de cima da lousa;
- Usar a moldura superior para orientar a sua escrita, para que não fique "torta";
- Repartir a lousa em três partes: na primeira, fazer uma síntese do assunto do dia e nas outras passar o conteúdo;
- Usar o apagador de cima para baixo, direcionando assim a poeira do giz para o aparador que fica na base do quadro;
- Jamais jogar água, afinal os quadros de hoje em dia feitos de materiais mais baratos estragam quando o giz entra em contato com a água impedindo de apagar.

Deve-se ter em mente que a lousa é um recurso de visualização do conteúdo que está sendo exposto, portanto a organização de ideias de modo que as estas sejam intuitivas é indispensável para o correto processo de aprendizagem.